# Ekathat
Ekathat (in Thai: สมเด็จพระเจ้าเอกทัศน์, auch Suriyamarin oder Borommaracha V.; thailändisch สมเด็จพระที่นั่งสุริยาศน์อัมรินทร์ Somdet Phra Thi Nang Suriyat Amarin; † 1767) war von 1758 bis zu dessen Untergang 1767 der letzte Herrscher des Königreichs Ayutthaya.

## Biographie
Ekathat war der erstgeborene Sohn des Königs Borommakot. Sein Vater hielt ihn jedoch für „stumpfsinnig und dumm“ und fürchtete, dass „Unglück und Verderben“ über das Reich kämen, wenn er König würde. An seiner Stelle wurde der zweitgeborene Bruder Ekathats, Uthumphon, Kronprinz. Ekathat musste als Mönch ins Kloster gehen. Nach einem anderen Bericht war der Grund für Ekathats „Abschiebung“ ins Kloster seine Lepraerkrankung. Uthumphon bestieg nach dem Tod des Vaters den Thron. Drei seiner Halbbrüder (Söhne Borommakots mit seinen Nebenfrauen), die laut zeitgenössischen Berichten fähiger als Ekathat und die Lieblinge des alten Königs waren, erkannten ihn jedoch nicht an und rebellierten. Ekathat kehrte aus dem Kloster zurück in den Palast und beanspruchte ebenfalls den Thron. Er ließ die drei rebellischen Prinzen verhaften, foltern und hinrichten. Schließlich dankte Uthumphon am 1. Juni ab und übergab ihm die Herrschaft. Stattdessen ging er ins Kloster und wird deshalb Khun Luang Ha Wat („Herr, der im Kloster Zuflucht findet“) genannt.
Ekathat herrschte nun als König Borommaracha, wird zur Unterscheidung von früheren Herrschern des gleichen Namens aber nach seiner Residenz als „König vom Suriyamarin-Palast“ oder schlicht Suriyamarin bezeichnet. 1759 begannen die Birmanen wieder mit starken Angriffen in Richtung Osten: Mergui, Tavoy und Tenasserim fielen an Birma. Vor Ayutthaya begannen sie eine Belagerung, die den König in arge Verwirrung stürzte. Er bat seinen Bruder, das Klosterleben aufzugeben und statt seiner die Regentschaft zu übernehmen und insbesondere die Verteidigung zu organisieren. Der birmanische König Alaungpaya wurde kurze Zeit später durch eine eigene Kanone schwer verletzt, woraufhin die Belagerungsarmee abzog. Alaungpaya verstarb auf dem Weg zurück. Zwei Jahre lang sorgte Uthumphon für die Befestigung Ayutthayas, ehe er sich wieder ins Kloster zurückzog und Ekathat wieder die Regentschaft übernahm.
1765 begannen die Birmanen einen Großangriff auf Siam, um die Gefahr endgültig zu beseitigen. König Hsinbyushin (auch Mongra genannt) sandte zwei Armeen aus, die das Reich Ayutthaya von Norden und von Süden in die Zange nehmen sollten. Bei Thonburi blieben sie zunächst stecken, so dass eine erste Belagerung Ayutthayas abgebrochen werden musste. Ekathat blieb noch etwas Zeit.
Im Februar 1766 schließlich tauchten die Birmanen vor Ayutthaya auf und begannen die einjährige Belagerung. Während die Belagerer die Geduld nicht verloren, bot Ekathat die Unterwerfung Ayutthayas an. Doch die Birmanen wollten die völlige Vernichtung. Am 7. April 1767 fiel Ayutthaya und Ekathat verschwand im Dunkel der Geschichte. Einige Quellen sprechen von einer Flucht (ähnlich dem Ausbruch des Generals Taksin), nach anderen ist er im Verlauf der Kämpfe getötet worden.
Die mehr als vierhundertjährige Geschichte Ayutthayas nahm damit ein dramatisches Ende. Siam verfiel in eine kurze Zeit des Chaos, der Rebellion und regionaler Konflikte. Der Heerführer Taksin, der in keinem Verwandtschaftsverhältnis zu Ekathat stand und überhaupt nicht dem Adel von Ayutthaya angehörte, sondern Sohn eines chinesischen Einwanderers war, einigte Siam mit einer starken Armee und ließ sich zum neuen König krönen.